# Flughafen Reus

i7
i11
i13
Der Flughafen Reus (katalanisch Aeroport de Reus, spanisch Aeropuerto de Reus, IATA-Code: REU, ICAO-Code: LERS) ist der Verkehrsflughafen der katalanischen Stadt Reus an der Costa Daurada, etwa 89 Kilometer südwestlich von Barcelona.

## Lage und Verkehrsanbindung
Der Flughafen Reus liegt vier Kilometer südöstlich von Reus, neun Kilometer nordwestlich von Tarragona und ca. 80 Kilometer südwestlich des Flughafens von Barcelona. Er bietet gute Anbindungen nach Cambrils und Salou.
- Bus: Zwischen dem Flughafen und dem etwa 90 Minuten Fahrtzeit entfernten Bahnhof Sants in Barcelona verkehren mehrfach täglich Busse. Daneben bestehen auch Busverbindungen nach Reus, Cambrils und Tarragona.[4]
- PKW: Von Barcelona aus erreicht man nach etwa 110 Kilometern den Flughafen über die E 15 und N 420 (Ausfahrt 34 Richtung Tarragona).

## Flughafenanlagen

### Start- und Landebahn
Der Flughafen Reus verfügt über eine Start- und Landebahn. Sie trägt die Kennung 07/25, ist 2.459 Meter lang, 45 Meter breit und hat einen Belag aus Asphalt.

### Passagierterminal
Das Passagierterminal des Flughafens hat eine Kapazität von 1,6 Millionen Passagieren pro Jahr. Es ist mit neun Flugsteigen ausgestattet.

## Fluggesellschaften und Ziele
Der Flughafen Reus wird im Sommer fast ausschließlich von Billig- und Charterfluggesellschaften wie easyJet, Jet2.com, Ryanair, Ryanair UK, TUI Airlines Belgium, TUI Airlines Nederland, TUI Airways und Vueling Airlines genutzt, um Reisende aus dem europäischen Ausland an die Costa Dorada oder nach Barcelona zu bringen. Der Flughafen Reus wird vor allem mit Zielen im Vereinigten Königreich verbunden. Im Winter wird der Flughafen kaum genutzt.
Im Juni 2011 gab Ryanair bekannt, ihre bisher in Reus betriebene Basis aufzulösen und 28 von hier operierte Flugverbindungen einzustellen. Dies erfolgte schließlich Ende Oktober 2011 zum Beginn des neuen Flugplans. In der Zeit von November 2011 bis April 2012 wird der Flughafen erstmals saisonal stillgelegt, da nun in den Wintermonaten kein ausreichender Flugverkehr mehr stattfindet.

## Verkehrszahlen
| Jahr  | Fluggastaufkommen | Luftfracht (Tonnen) | Flugbewegungen |
| ----- | ----------------- | ------------------- | -------------- |
| 2024* | 1.181.520         | 0,000               | 21.921         |
| 2023  | 1.045.425         | 0,000               | 20.513         |
| 2022  | 911.822           | 0,000               | 20.045         |
| 2021  | 158.887           | 0,000               | 14.606         |
| 2020  | 39.460            | 0,000               | 12.503         |
| 2019  | 1.046.249         | 0,000               | 17.679         |
| 2018  | 1.037.765         | 0,000               | 16.855         |
| 2017  | 1.018.889         | 0,000               | 16.023         |
| 2016  | 817.765           | 0,000               | 14.473         |
| 2015  | 705.038           | 0,010               | 13.533         |
| 2014  | 850.492           | 0,700               | 15.986         |
| 2013  | 971.020           | 0,060               | 16.977         |
| 2012  | 937.341           | 15,186              | 16.112         |
| 2011  | 1.362.683         | 34,818              | 21.494         |
| 2010  | 1.419.851         | 246,045             | 26.520         |
| 2009  | 1.706.615         | 9,602               | 30.946         |
| 2008  | 1.278.074         | 119,848             | 26.676         |
| 2007  | 1.306.785         | 11,213              | 25.701         |
| 2006  | 1.380.267         | 5,931               | 24.896         |
| 2005  | 1.382.257         | 17,027              | 24.481         |
| 2004  | 1.138.009         | 11,348              | 21.608         |
| 2003  | 846.731           | 4,205               | 19.654         |
| 2002  | 764.742           | 8,298               | 15.612         |
| 2001  | 744.096           | 6,703               | 13.399         |
| 2000  | 728.221           | 15,326              | 13.198         |

* 2024: Vorläufige Daten

## Zwischenfälle
- Am 20. Juli 1970 kollidierte eine Boeing 737-130 der Condor (Luftfahrzeugkennzeichen D-ABEL) im Anflug auf den spanischen Flughafen Reus nahe Tarragona mit einer Piper PA-28-140 Cherokee (EC-BRU), wobei alle drei Insassen der Piper ums Leben kamen. Die Boeing wurde repariert (siehe auch Condor-Flug 316).[12][13]